# Воллюст
Воллюст (от нем. Wollust — сладострастие) — сладострастные специфические ощущения, возникающие при фрикциях (периодических возвратно-поступательных движениях) во время полового акта.
Ощущение воллюста не следует путать с ощущением оргазма.

## Описание
Во время фрикционных движений у партнёров по половому акту происходит нарастание сладострастных ощущений, которые в современной сексологии принято называть воллюстом. Они приводят к максимальному усилению сексуального возбуждения и, далее, — к возникновению оргазма.
Имеет разную интенсивность в зависимости от психоэмоционального и физического состояния человека в момент полового акта: от стёртого ощущения до уровня возвышенных чувств (при патологических нарушениях воллюста — вплоть до болезненных ощущений). Ослабляет интенсивность воллюста алкогольное опьянение, у женщин слабо развит при первых сексуальных контактах, в том числе от отсутствия раскрепощённости. При выраженном отсутствии воллюста коррекция указанных нарушений, так же, как и нарушения оргазма, вполне возможна при условии своевременного обращения за помощью к сексопатологу.